# Mesopolia inconspicua
Mesopolia inconspicua är en fjärilsart som beskrevs av Walsingham 1897. Mesopolia inconspicua ingår i släktet Mesopolia och familjen säckspinnare. Inga underarter finns listade i Catalogue of Life.